# پارک امین‌الدوله
پارک امین‌الدوله اولین پارک در شهر تهران بود. از این پارک امروز تنها یک در چوبی واقع در کوچه‌ای به همین نام باقی مانده است.

## تاریخچه
علی امین‌الدوله از رجال دوره قاجاریه بود که در دورهٔ سلطنت مظفرالدین شاه مدتی صدر اعظم ایران بود. وی در سفری که به همراه مظفرالدین شاه به اروپا داشت، با پارک‌های انگلستان مواجه شد و علاقمند زیبایی آن‌ها شد، پس تصمیم گرفت که مکان مشابهی در تهران ایجاد کند؛ بنابراین در ملک بزرگی که در محدودهٔ دروازه شمیران داشت تصمیم گرفت که باغی شبیه به پارک‌های انگلیسی بسازد. این پارک در ابتدا کاربرد عمومی نداشت و مخصوص پذیرایی از مهمان‌ها و جلسات شخصی امین‌الدوله بود اما در روزهای خاصی از سال این پارک را برای عموم باز می‌کردند. غلامحسین افضل‌الملک تاریخ‌نگار، دربارهٔ این پارک می‌نویسد: «علی‌خان امین‌الدوله نخستین کسی بود که در ایران پارک ساخت و این لفظ را متداول کرد.»
پارک امین‌الدوله محل چند رویداد مهم تاریخ بود. جلسه تصمیم‌گیری برای عزل نایب‌السلطنه از وزارت جنگ که در همین باغ برگزار شد. رویداد دوم، پناه بردن عده‌ای از نماینده‌گان و روزنامه‌نگاران به این پارک در جریان به‌توپ بستن مجلس بود.

## مشخصات

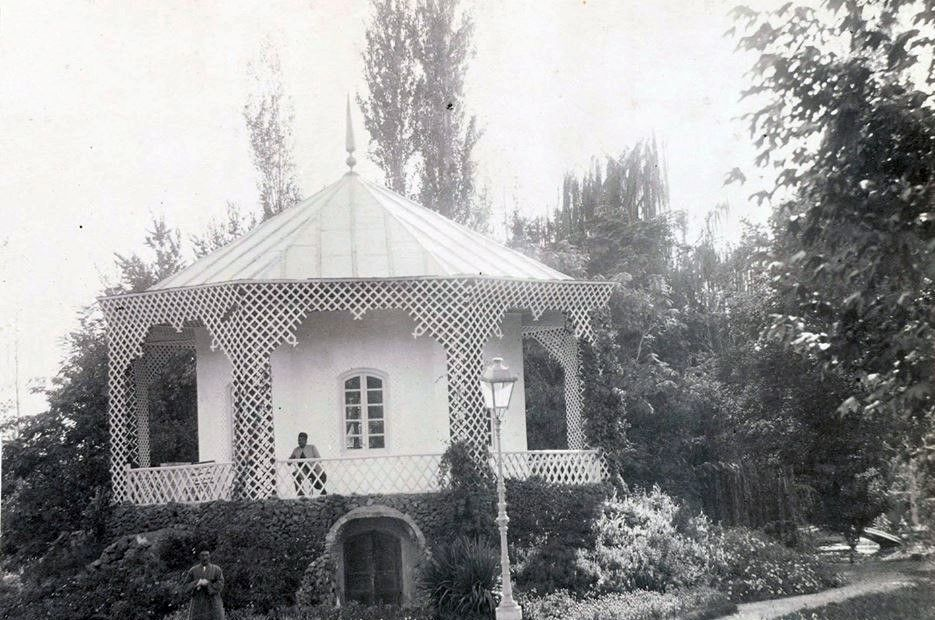
یکی از ساختمان‌های پارک امین‌الدوله

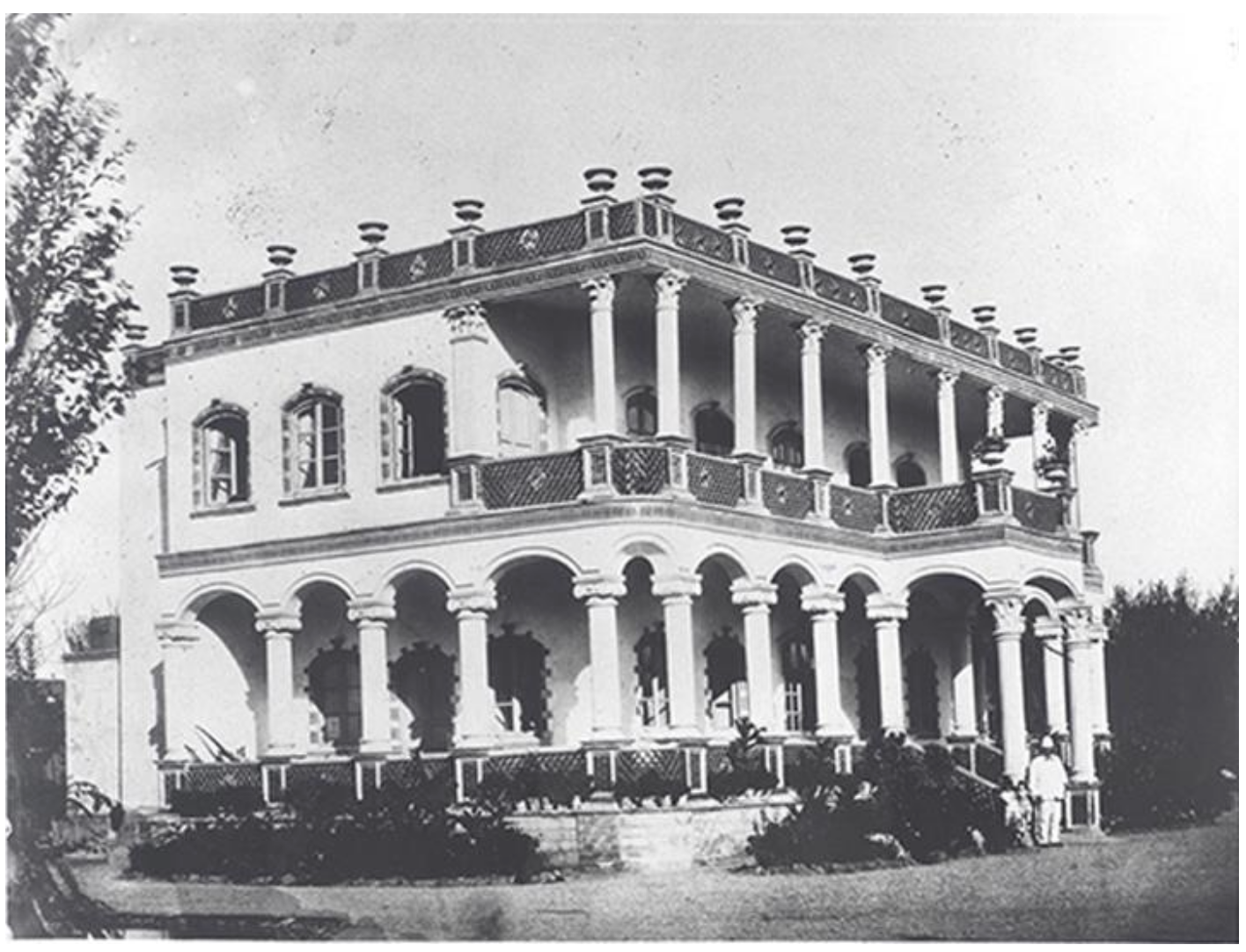
عمارت پارک امین‌الدوله تهران

این پارک مثلث شکل بود و ۲۷ هکتار وسعت داشت و دارای یک گلخانه بود. در این پارک یک تاکستان به مساحت ۳ هکتار هم وجود داشت که درهایی چوبی داشت که یکی از این درهای چوبی هنوز باقی مانده است. این پارک دریاچه‌ای به وسعت ۲۰۰۰ متر مربع داشت که آب آن از قناتی به نام قنات امین‌الدوله تأمین می‌شود. روی این دریاچه قایق‌سواری با قایق‌های تفریحی صورت می‌گرفت و پرنده‌هایی نیز در این دریاچه می‌زیستند. جزیره‌ای در این دریاچه ساخته شده بود که با یک پل چوبی قابل دسترس بود. در مجاورت دریاچه هم یک عمارت کلاه‌فرنگی قرار داشت. عمارت قصر یاقوت سرخه‌حصار را هم بعدها از روی عمارت داخل همین پارک ساختند.

## سرنوشت
پس از علی امین‌الدوله، این پارک به پسرش محسن امین‌الدوله و سپس عروسش فخرالدوله (که دختر مظفرالدین‌شاه بود) به ارث رسید. در این مدت در پارک ساختمان‌های تازه‌ای ساخته شد، از جمله مسجد فخر که در مقابل در پارک که توسط یک مسیحی ارتدوکس به نام مارکف ساخته شد. در عکس هوایی سال ۱۳۳۵ ه‍.خ هنوز می‌توان ردپایی از این پارک دید. بعدها در جریان ساخت و سازهای شهر تهران، این پارک از بین رفت و امروزه تنها یک در چوبی از ورودی‌های پارک باقی مانده است که در محل کوچه‌ای به نام «کوچه امین‌الدوله» در منطقهٔ ۱۲ تهران امروز قرار دارد. این کوچه به خیابان شهید مشکی اتصال دارد و در محدوده خیابان ابن سینا قرار دارد. کشته شدن مرتضی مطهری هم در کوچهٔ پارک امین‌الدوله رخ داد و در زمانی که دیگر خبری از این پارک تاریخی نبود.

## ارتباط با یاس امین‌الدوله
امین‌الدوله به گل و گیاه علاقهٔ بسیار داشت و وصیت کرده بود جسمش را جایی به خاک بسپارند که سقف نداشته باشد و دورتادورش را درخت‌های سرسبز و گل‌های رنگارنگ بکارند. این علاقه در زمان حیات باعث شد تا امین‌الدوله برای نخستین بار نوعی گل یاس را از اروپا به ایران بیاورد و در باغش بکارد که بعدها این نوع گل یاس با نام خودش شهرت یافت و به نام یاس امین‌الدوله یا «پیچ امین‌الدوله» شناخته شد.